# Hemant Soren

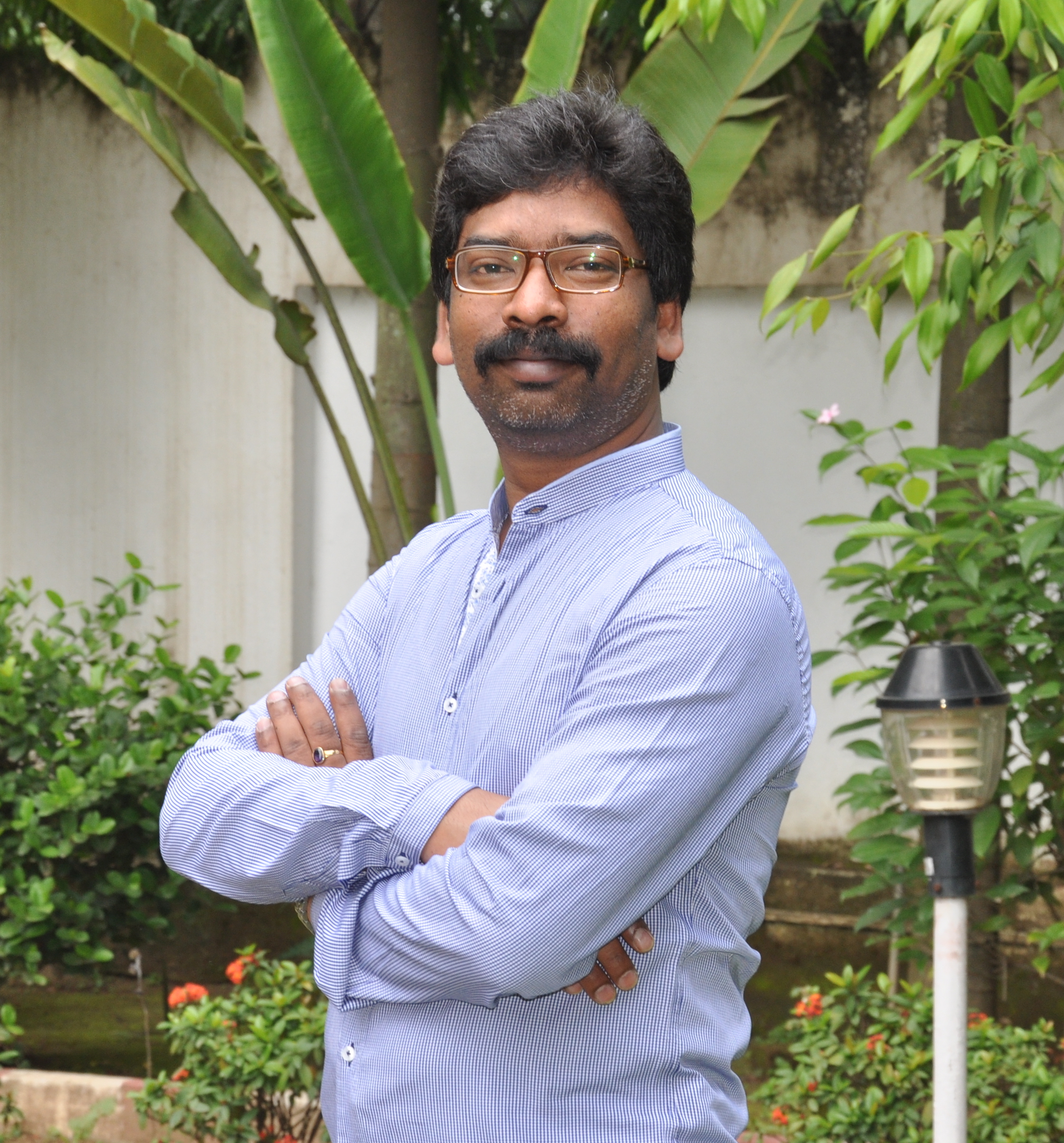
Hemant Soren (2013)

Hemant Soren (Hindi हेमंत सोरेन, * 10. August 1975 in Nemara im Distrikt Ramgarh, damals Bihar, heute Jharkhand) ist ein indischer Politiker aus dem Bundesstaat Jharkhand. Vom 13. Juli 2013 bis zum 28. Dezember 2014 war er Chief Minister von Jharkhand und seit dem 29. Dezember 2019 bekleidet er erneut dieses Amt.

## Biografie
Hemant Soren wurde als Sohn von Roopi and Shibu Soren in einem kleinen Ort in Jharkhand, das damals noch zu Bihar gehörte, geboren. Er war eines von vier Kindern – 3 Brüdern und einer Schwester. Die Familie gehört der Ethnie der Santal an, die zu den „anerkannten Stammesgemeinschaften“ (Scheduled Tribes) Indiens zählt. Sein Vater Shibu Soren gründete 1973 eine politische Partei, Jharkhand Mukti Morcha (JMM), deren Ziel die Abtrennung Jharkhands als eigener Bundesstaat von Bihar war. Letztlich waren die von verschiedenen Seiten vorangetriebenen Bemühungen in dieser Richtung erfolgreich und Jharkhand wurde 2000 zu einem eigenen Bundesstaat.
Shibu Soren amtierte danach dreimal als Chief Minister und begann während seiner Amtszeit, seinen Sohn Durga Soren zu seinem politischen Nachfolger als JMM-Parteiführer und potentiellen Chief Minister aufzubauen. Diese Pläne ließen sich nicht realisieren, da Durga Soren überraschend am 21. Mai 2009 im Alter von 39 Jahren an einer Hirnblutung nach einem häuslichen Sturz verstarb. Daraufhin übernahm Hemant Soren die Rolle seines verstorbenen älteren Bruders. Nachdem er noch bei der Parlamentswahl in Jharkhand im Februar 2005 als JMM-Kandidat im Wahlkreis 10-Dumka deutlich abgeschlagen hinter den Kandidaten von Kongresspartei bzw. BJP nur auf dem dritten Platz gelangt war, konnte er bei der folgenden Wahl im  Dezember 2009 diesen Wahlkreis gewinnen. Bei der Wahl im November/Dezember 2014 kandidierte er parallel im Wahlkreis 3-Barhait  und 10-Dumka und war im erstgenannten erfolgreich. Bei der folgenden Wahl im November/Dezember 2019 gewann er beide genannten Wahlkreise und nahm das Mandat für den ersten an.
Vom 24. Juni 2009 bis zum 4. Januar 2010 gehörte Soren als Abgeordneter Jharkhands der Rajya Sabha (der ersten Kammer des indischen Parlaments) an.
Ab dem 11. September 2010 bekleidete Hemant Soren das Amt des stellvertretenden Chief Ministers in der Vier-Parteien-Koalitionsregierung aus BJP/JMM/JD(U)/AJSU Party unter Chief Minister Arjun Munda (BJP). Am 8. Januar 2013 kündigte die JMM die Koalition mit der BJP auf, wodurch die Regierung Munda ihre parlamentarische Mehrheit verlor. Am 18. Januar 2013 wurde der Bundesstaat unter President’s rule gestellt. Es bildete sich daraufhin eine Koalition aus JMM, Kongresspartei und Rashtriya Janata Dal (RJD) an deren Spitze Hemant Soren vom 13. Juli 2013 bis zum 28. Dezember 2014 als Chief Minister von Jharkhand amtierte. Ab 2014 wurde diese Koalition durch eine BJP-Alleinregierung unter Chief Minister Raghubar Das abgelöst. Die Wahl in Jharkhand 2019 wurde dann wieder von der „großen Koalition“ (Mahagathbandhan) aus JMM, Kongress und RJD gewonnen. Am 29. Dezember 2019 wurde Soren als Chief Minister von Jharkhand an der Spitze einer Regierung aus den drei genannten Parteien vereidigt.
Soren ist verheiratet und hat mit seiner Frau Kalpana zwei Söhne.